# La meravellosa terra d'Oz
La meravellosa terra d'Oz: Relat de les futures aventures de l'Espantaocells i el Llenyataire de Llauna, abreujat com La maravellosa Terra d'Oz, publicada el 5 de juliol de 1904, és el segon dels llibres que figuren la Terra d'Oz i la seqüela de El màgic d'Oz (1900) escrites per L. Frank Baum. Aquest i els següents 34 llibres d'Oz de la famosa saga de 40 llibres, s'il·lustra per John R. Neill. El llibre va ser fet en un episodi d'El Shirley Temple Show el 1960, i en una pel·lícula d'animació canadenca amb el mateix nom el 1987. També va ser adaptada en forma de còmic de Marvel Comics, amb el primer tema que es va publicar el novembre de 2009. Els elements de la trama de La maravellosa Terra d'Oz, s'inclouen en el 1985 a la pel·lícula de Disney Retorn a Oz (Return to Oz).

## Elements de l'escenari
El màgic d'Oz s'havia transformat en una obra de teatre, i en aquest treball, diversos elements s'incorporen clarament amb la intenció d'una adaptació i per a possibles adaptacions d'aquest treball. La meravellosa terra d'Oz dedicada per David C. Montgomery i Fred Stone en els còmics ", les intel·ligents personificacions de l'Home de Llauna i l'Espantaocells van tenir milers de delits per part dels nens a tot el país ..." en l'adaptació de l'etapa 1902 del primer llibre d'Oz. Arran de la importància de l'Espantaocells en l'obra de Tin Woodman s'elaborà un similar on no apareixen ni Dorothy ni el Lleó covard.
La meravellosa terra d'Oz també va ser influenciat per la història de l'obra de teatre El caràcter del mag en el llibre era un bon home, encara que un mal assistent en el joc, el dolent de la pel·lícula. Això es reflecteix en la part que es descriu com haver jugat en la història posterior d'aquest treball. Els dos exèrcits de les dones, tant de Jinjur i Glinda, tenien per objecte tan clarament com a futurs coristes que fins i tot les ressenyes del llibre van observar la similitud.
S'ha suggerit que la torsió de punta sent la princesa Ozma també reflecteix les tradicions de l'etapa, com Tip hauria probablement estat interpretada per una dona.

## Adaptacions dramàtiques

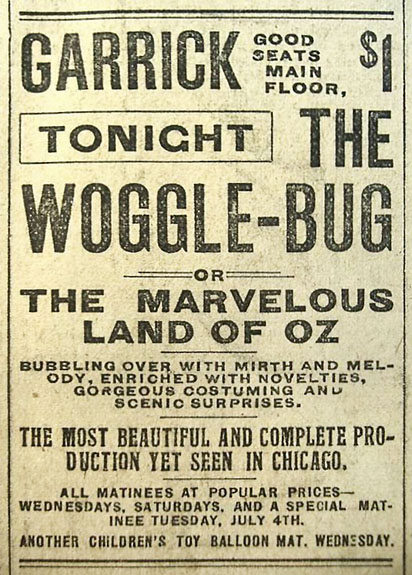
Anunci al Chicago Herald Record al 1905

Un revisor primerenc de la meravellosa terra d'Oz  va assenyalar que alguns detalls en el llibre van aparèixer clarament dissenyats per a la producció en una fase concreta, "General Jinjur i els seus soldats són només coristes ben formades." Des de l'adaptació teatral de el màgic d'Oz  havia estat un gran èxit, amb dues empreses recorrent el país com el segon llibre fou escrita en la sospita de revisor que era alhora natural i precisa: Baum va escriure una adaptació teatral anomenada  el Calapatillo  que va ser produïda a Chicago l'estiu de 1905. El detall de boca / canvi de sexe d'Ozma, que pot plantejar una sèrie d'especulacions psicològiques en els lectors moderns, tenia molt sentit en termes de la pràctica de l'etapa de principis del segle xx, ja que el paper juvenil masculí del Consell hauria estat interpretat per una actriu com una qüestió de rutina. La banda sonora va ser composta per Frederic Chapin, i Fred Mace va fer de Calapatillo. (Baum havia volgut Fred Stone i David Montgomery per repetir els seus papers com l'Espantaocells i el Llenyataire de Llauna per al segon xou, però els dos es va negar, tement encasellament, i els personatges es van ometre completament del joc.) L'obra no va tenir èxit.
A més de ser part de la base de Baum  El Fairylogue i Ràdio-Plays ,  la Terra d'Oz  va ser el final de 1910 Selig Polyscope va estrenar la pel·lícula d'Oz, i ha estat portada a la pantalla en diverses ocasions addicionals.  La Terra d'Oz, una seqüela del mag d'Oz  va ser una producció de dos rodets per Meglin Kiddie. La va fer el 1931 i llançà en 1932. La pel·lícula va ser recentment recuperada, però la banda sonora del segon rodet no es troba.  La terra d'Oz  (1969) va ser una producció d'estudi obligat del cineasta independent Barry Mahon, protagonitzada pel seu fill, Channy, com Tip. Mahon havia produït amb anterioritat pel·lícules de nus; no obstant això, aquestes pel·lícules es van fer a Nova York, mentre que Oz  es va fer a Florida, i tampoc Caroline Berner (com Jinjur-) ni la resta del seu exèrcit van ser extrets dels seus antics motlles. Viatge de tornada a Oz (1971), refondre l'exèrcit de la revolta amb els elefants verds i punta amb Dorothy, però era essencialment una adaptació d'aquest llibre no acreditada. Els elements d'aquesta novel·la i la següent,  Ozma d'Oz , es van incorporar el 1985 a la pel·lícula  Retorn a Oz (Return to Oz)  amb Fairuza Balk com Dorothy. També s'adapta a  Ozu sense Mahotsukai (sèrie de TV) i la pel·lícula animada de Rússia , aventures de la Ciutat Esmeralda: princesa Ozma  (2000).
La història va ser dramatitzada en la sèrie televisiva "El temple Mostra Shirley" en un programa d'una hora,  la terra d'Oz , emès el 18 de setembre de 1960, amb un elenc notable incloent Shirley Temple com Tip i Ozma, Agnes Moorehead com Mombi la bruixa, Sterling Holloway com Jack Pumpkinhead, Ben Blue com l'Espantaocells, Gil Lamb com l'Home de Llauna, i Mel Blanc  com la veu del Cavallet. Tot i que l'adaptació va ser fidel en general, gran part de la trama va haver de ser sacrificat per adaptar-se a la història en un espai de temps d'una hora, i el Dr. Nikidik es va afegir a la història i reformar i transformar en un senyor (interpretat per Jonathan Winters).
El mag d'Oz 'guionista' Noel Langley va registrar un guió no produït amb l'EUA Copyright Office, que emmarca la història com el somni d'una nena òrfena anomenada "Tippie". 
Una nova producció teatral de la terra meravellosa d'Oz  es va muntar a Minneapolis el 1981, amb música composta per Richard Dworsky, un llibre de Thomas W.Olson, i la lletra de Gary Briggle, que va originar el paper de l'Espantaocells. Aquest joc es va quedar a prop de la novel·la, l'eliminació d'alguns moments de l'etapa-difícil i ampliar el paper de Jellia Brancal. L'obra va ser estrenada per la Companyia de Teatre Infantil i l'Escola de Minneapolis, i es va posar a disposició un enregistrament de la producció per MCA Vídeo. Els professionals i el teatre de la comunitat de drets sobre el joc estan disponibles actualment.
El "guió 1905  Calapatillo 'no s'ha publicat, tot i que s'ha conservat en microfilm. Es van publicar les seves cançons, i un volum de recollida es va publicar per Hungry Tiger Press en 2001. El llibre va ser esgotat durant un temps, però ara està disponible de nou.
El 1985, el text d'aventura Windham Clàssics del mag d'Oz va ser adaptat gran part de la trama d'aquest llibre, però, no va incloure l'Ozma encisat. Al final de la història de la punta es va coronar rei d'Oz.
Retorn a Oz  de 1985, es va basar en part en aquest llibre, però Dorothy reemplaça Tip / Ozma, i la trama es va alterar dràsticament.
En 2000, es va fer una pel·lícula d'animació russa.
Elements de la minisèrie de Sci Fi Channel 2007  L'home de l'estany  també prestat d'aquest llibre tant com ho va fer  El màgic d'Oz . El protagonista, com Tip / Ozma, va ser una princesa perduda que van enviar lluny d'OZ i màgicament va oblidar gran part de la seva existència anterior.
 La Terra d'Oz  és una pel·lícula independent pròxima basada en aquest llibre. A diferència del llibre original, però, Dorothy és el protagonista en lloc de Tippetarius